# Caladium schomburgkii
Caladium schomburgkii là một loài thực vật có hoa trong họ Ráy (Araceae). Loài này được Schott mô tả khoa học đầu tiên năm 1858.